# أرض الآخرين
أرض الآخرين (بالفرنسية: Le Pays des autres) هي رواية للكاتبة ليلى السليماني، نُشرت لأول مرة باللغة الفرنسية عن دار Gallimard في مارس 2020، وتُعد الجزء الأول من ثلاثية روائية تخطط سليماني لكتابتها عن تاريخ المغرب المعاصر من خلال عدسة عائلية وشخصية. تسرد الرواية وقائع حياة امرأة فرنسية شابة انتقلت إلى المغرب بعد زواجها من جندي مغربي خدم في الجيش الفرنسي خلال الحرب العالمية الثانية، وتتناول الرواية مواضيع مثل الاستعمار، الهوية، السلطة، النوع، والانتماء في فترة مفصلية من تاريخ المغرب الحديث. ترجمت الرواية إلى عدة لغات

## دلالة العنوان
يحمل عنوان رواية "أرض الآخرين" دلالات رمزية عميقة تفتح المجال لتأويلات متعددة على المستويين الاجتماعي والسياسي. فـ"الأرض" هنا ليست مجرد فضاء جغرافي، بل رمز لانتماء مهدَّد، وهوية قَلِقة، وواقع تفرضه قوى الخارج. أما "الآخرون"، فهم الطرف الذي يُنظر إليه بوصفه مختلفًا، غريبًا، وربما متسلطًا. العنوان في حد ذاته يُلمّح إلى صراع قائم بين الأنا والغير، بين من ينتمي إلى الأرض ومن يُرغَم على أن يعيش فيها دون أن تُفتح له أبواب الانتماء الحقيقي. وهو يُحيل أيضًا إلى ما بعد الاستعمار، حيث تصبح الأرض مسرحًا للهيمنة، والمقاومة، والتعايش القسري، في ظل علاقات قوة غير متوازنة. ومن خلال هذا العنوان، تمهّد الكاتبة ليلى سليماني للقارئ سياقًا روائيًا حافلًا بالتوترات الثقافية والهوياتية، حيث تتشابك مصائر الشخصيات في فضاء تحكمه ثنائية "الداخل" و"الآخر"، ويمتزج فيه الحب بالصراع، والانتماء بالاغتراب.

## خلفية الرواية[1]
استوحت ليلى سليماني الرواية من تجربة جدتها الفرنسية، التي تزوجت من جندي مغربي وأتت للعيش في المغرب في فترة ما بعد الحرب العالمية الثانية. وتُعد هذه الرواية تحولًا في مسيرة سليماني، حيث تنتقل من تناول الحياة المعاصرة كما في روايتيها السابقتين (أغنية هادئة وفي حديقة الغول) إلى مشروع أدبي تاريخي وشبه سيريّ يستحضر فصولًا معقدة من العلاقة بين المستعمر والمستعمَر.

## ملخص الرواية
تدور أحداث أرض الآخرين بين عامي 1946 و1956، أي في السنوات الأخيرة من الاستعمار الفرنسي للمغرب، وتركز على حياة ماتيلد، وهي امرأة فرنسية شابة تتزوج من أمين بلقاسم، جندي مغربي قاتل في الجيش الفرنسي خلال الحرب العالمية الثانية. بعد انتهاء الحرب، يعود الزوجان إلى المغرب ليبدآ حياة جديدة في ضيعة زراعية في ضواحي مدينة مكناس. تُجسّد ماتيلد معاناة المغترب داخل ثقافة غير مألوفة، فهي لا تُعامل فرنسية بين الفرنسيين، ولا مغربية بين المغاربة. وتواجه تحديات على مستوى اللغة، التقاليد، السلطة الأبوية، والتمييز العرقي. في المقابل، يعاني أمين من انقسام داخلي بين ولائه لفرنسا، الدولة التي قاتل في جيشها، وانتمائه لبلد يعيش مخاضًا ثوريًا لاستعادة سيادته.

## الموضوعات

### الاستعمار وما بعده
الرواية ليست فقط قصة زواج مختلط في فترة استعمارية، بل هي تأمل سردي في العلاقة المعقدة بين الغرب والجنوب، بين القوة والخضوع، بين المرأة والجندر، بين الحقل والسياسة. فهي تكشف هشاشة الهويات حين تصطدم بالسلطة الثقافية والسياسية، وتحلّل آثار العنف البنيوي الذي مارسته الهيمنة الاستعمارية الفرنسية على المجتمع المغربي.

### النسوية والجندر
تطرح الرواية أيضًا رؤية نسوية دقيقة، حيث تسلط الضوء على النساء في عالم ذكوري مزدوج الاستعمار: استعمار خارجي (فرنسي) واستعمار داخلي (بنيوي، تقليدي). تُكافح ماتيلد من أجل الحرية الشخصية والكرامة، سواء في مواجهة الأعراف أو في علاقتها بزوجها الذي تغيّره الظروف القاسية.

### الأرض والانتماء
الأرض في الرواية ليست فقط فضاء جغرافيًا، بل رمزًا للانتماء، والسلطة، والهوية. أمين يسعى جاهدًا لاستصلاح أرضه والاعتراف به كمزارع حر، بينما ماتيلد تبحث عن جذورها الجديدة في بيئة لا ترحب بها. وهكذا تصبح الأرض موضوعًا للتملك الرمزي والمعنوي والسياسي.

## الأسلوب واللغة
تميّزت الرواية بـ أسلوب دقيق، مشحون بالعاطفة لكنه مضبوط بنَفَسٍ تاريخي سردي. حافظت سليماني على جمل مختزلة، مكثّفة، تعبّر عن توترات داخلية وخارجية، مع اهتمام كبير بالتفاصيل اليومية والعلاقات الاجتماعية. ورغم أن الرواية تدور في زمن الماضي، فإنها تُحيل إلى قضايا الهوية ما بعد الكولونيالية التي لا تزال تؤرق المجتمعات المغاربية حتى اليوم.

## الاستقبال النقدي[5]
لقيت الرواية إشادة نقدية واسعة في فرنسا والمغرب والعالم العربي، ووصفتها صحف مثل لوموند ولوفيغارو بأنها "رواية قوية وصادقة"، واعتبرها نقّاد الأدب عملًا تأسيسيًا لكتابة ما بعد استعمارية من داخل فرنسا الفرانكوفونية. وقد تم ترشيح الرواية لعدة جوائز أدبية فرنسية، كما تُرجمت إلى لغات متعددة، من بينها الإنجليزية والعربية.

## الترجمات
- الترجمة العربية: صدرت عن دار الآداب (بيروت) سنة 2021، بترجمة نزار برو.
- الترجمة الإنجليزية: نشرتها دار Faber & Faber بعنوان The Country of Others سنة 2021، بترجمة سام تايلور.
- كما تُرجمت الرواية إلى الإسبانية، الألمانية، والإيطالية، وتلقت اهتمامًا أكاديميًا ضمن دراسات الهجرة والهوية والتاريخ الاجتماعي للمغرب.

## الأجزاء التالية
"أرض الآخرين" هي الجزء الأول من ثلاثية روائية، وقد نشرت ليلى سليماني الجزء الثاني عام 2022 بعنوان "شخص ما أحبّني" (Regardez-nous danser)، والذي يغطي فترة الستينيات والسبعينيات، ويدخل في تفاصيل بناء المغرب ما بعد الاستقلال، مركزًا على الجيل الثاني لعائلة بلقاسم.